# The Battle Over Citizen Kane
Pour plus de détails, voir Fiche technique et Distribution.
The Battle Over Citizen Kane est un film américain réalisé par Michael Epstein et Thomas Lennon, sorti en 1996. Le film a été diffusé à la télévision dans le cadre de la série American Experience.

## Synopsis
Le film revient sur le conflit entre Orson Welles et William Randolph Hearst dont il s'est inspiré pour son film Citizen Kane.

## Fiche technique
- Titre : The Battle Over Citizen Kane
- Réalisation : Michael Epstein et Thomas Lennon
- Scénario : Richard Ben Cramer et Thomas Lennon
- Musique : Brian Keane
- Photographie : Greg Andracke et Michael Chin
- Montage : Ken Eluto
- Production : Michael Epstein et Thomas Lennon
- Société de production : Lennon Documentary Group, Public Broadcasting Service et WGBH
- Pays :  États-Unis
- Genre : Documentaire
- Durée : 108 minutes
- Dates de sortie : 
  - États-Unis : 29 janvier 1996 (télévision)

## Distinctions
Le film a été nommé à l'Oscar du meilleur film documentaire.